# Clifford (Dakota del Nord)
Clifford è un centro abitato (city) degli Stati Uniti d'America, situato nella Contea di Traill, nello Stato del Dakota del Nord. Nel censimento del 2000 la popolazione era di 51 abitanti. La città è stata fondata nel 1883.

## Geografia fisica
Secondo i rilevamenti dell'United States Census Bureau, la località di Clifford si estende su una superficie di 0,40 km², tutti occupati da terre.

## Popolazione
Secondo il censimento del 2000, a Clifford vivevano 51 persone, ed erano presenti 12 gruppi familiari. La densità di popolazione era di 141 ab./km². Nel territorio comunale si trovavano 26 unità edificate. Per quanto riguarda la composizione etnica degli abitanti, il 100% era bianco.
Per quanto riguarda la suddivisione della popolazione in fasce d'età, il 23,5% era al di sotto dei 18, il 13,7% fra i 18 e i 24, il 35,3% fra i 25 e i 44, il 17,6% fra i 45 e i 64, mentre infine il 9,8% era al di sopra dei 65 anni di età. L'età media della popolazione era di 32 anni. Per ogni 100 donne residenti vivevano 155,0 maschi.